# Mięsień czworoboczny lędźwi

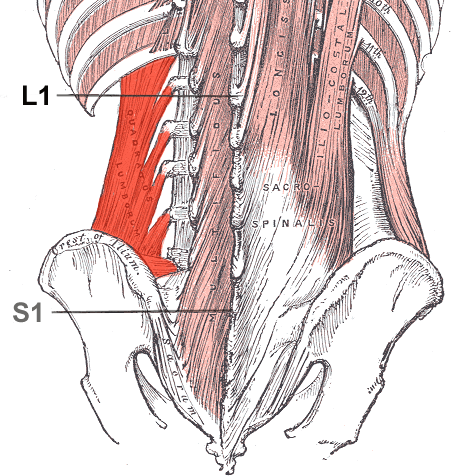
Mięsień czworoboczny lędźwi, warstwa tylna (zaznaczony na czerwono)

Mięsień czworoboczny lędźwi (łac. musculus quadratus lumborum) – w anatomii człowieka czworoboczny, spłaszczony mięsień stanowiący razem z mięśniami międzypoprzecznymi bocznymi lędźwi grupę tylnych mięśni brzucha. Położony jest po stronie bocznej kręgosłupa lędźwiowego między dwunastym żebrem a grzebieniem biodrowym. Składa się z dwóch warstw – przedniej i tylnej. U góry obie warstwy przyczepiają się do dolnego brzegu XII żebra, warstwa przednia oprócz tego na trzonie XII kręgu piersiowego, a warstwa tylna – na wyrostkach żebrowych I–IV kręgu lędźwiowego. U dołu warstwa przednia kończy się na wyrostkach żebrowych II–V kręgu lędźwiowego, a warstwa tylna na wardze wewnętrznej grzebienia biodrowego i więzadle biodrowo-lędźwiowym.
Unaczyniony jest przez tętnicę podżebrową, tętnice lędźwiowe i tętnicę biodrowo-lędźwiową, a unerwiony przez nerw podżebrowy (nerw międzyżebrowy XII) i gałązki splotu lędźwiowego (TH12, L1–3).
Jego funkcją jest obniżanie dwunastego żebra. W działaniu jednostronnym współpracuje z mięśniem lędźwiowym większym, mięśniem krzyżowo-grzbietowym i innymi mięśniami brzucha w zginaniu tułowia w swoją stronę. W napięciu spoczynkowym mięśnie czworoboczne lędźwi obu stron ustalają część lędźwiową kręgosłupa.